# Reverse Psychology
Reverse Psychology è il terzo album in studio del gruppo musicale finlandese Bomfunk MC's, pubblicato nel 2004.

## Tracce
1. Hypnotic (feat. Elena Mady) – 4:04
2. Ladies & Fellas – 3:57
3. No Way in Hell – 3:43
4. Reverse Psychology – 3:56
5. Hey Everybody (feat. Kurtis Blow & Max'C) – 3:57
6. Funky Things – 3:23
7. Track Star – 4:31
8. Turn It Up (feat. Anna Nordell) – 3:57
9. Foxy Lady – 3:32
10. Irresistible – 3:32
11. Mosquito – 3:08
12. Obvious – 3:58

## Classifiche
| Paese     | Posizione più alta |
| --------- | ------------------ |
| Finlandia | 10                 |